# Plataforma S (Chrysler)
La plataforma S de Chrysler y sus sucesores son la plataforma para los minivans de Chrysler Group LLC. Ahora en su quinta generación, la plataforma ha evolucionado a partir de la plataforma original S a las actuales plataformas de RT y RM, que han respaldado la ingeniería de insignia con variantes de minivan incluyendo el Plymouth Voyager (1984 hasta 2001), Chrysler Voyager y   Grand Voyager (1988-presente), Chrysler Town & Country (1989-presente), Lancia Voyager (2011-2015) y Volkswagen Routan (2008-2012).
La plataforma S se utilizó en minivans originalmente fabricados en las plantas de Saint Louis Assembly en Fenton, Misuri, Estados Unidos y en Windsor Assembly en  Windsor, Canadá, este último, que sigue en la producción de minivan.
Lee Iacocca y Hal Sperlich desarrollaron el concepto de monovolumen mientras trabajaban en Ford Motor Company. Henry Ford II rechazó la idea, pero ambos retomaron el proyecto luego de haberse trasladado al grupo Chrysler. En las cinco generaciones de la minivan, posee motor delantero, y tracción delantera o a las cuatro ruedas.
Junto con todos sus variantes Chrysler, Dodge y Plymouth, las minivans de la plataforma S de Chrysler LLC han clasificado como las 13 mejores ventas del automóvil en todo el mundo, con más de 12 millones de unidades vendidas.

## Primera generación, S (1983-1990)
La plataforma S era una variante modificada de la plataforma K de Chrysler y proporciona la carrocería da los minivans de Dodge Caravan, Chrysler Town & Country y Plymouth Voyager. Chrysler fabrica los monovolúmenes de la generación I, con nombre en código interno T-115 durante el desarrollo a partir de octubre de 1983 hasta 1990.
La versión corta ("Caravan" y "Voyager") de primera generación de la minivan se puso a la venta en noviembre de 1983, y la versión larga ("Grand Caravan" y "Grand Voyager") en 1987. 
El modelo del año 1990 trajo consigo un nuevo compañero para el Caravan y Voyager, el Chrysler Town & Country. Básicamente una versión larga del Grand Voyager adornado, se diferenciaba por su equipamiento más lujoso, con tapizado en cuero, elevalunas eléctricos, aire acondicionado y terminación exterior símil madera. La minivan tiene (similar a los otros modelos) tres puertas laterales: dos delanteras pivotantes, y una trasera deslizante del lado del acompañante. la Town & Country fue el primer monovolumen de lujo y Chrysler se convirtió en el primer fabricante de lujo de Introducir una camioneta (algo así) en su línea. A finales de los años 90, prácticamente todos los fabricantes de lujo tendrían un SUV como camioneta de algún tipo, pero el Town & Country mantenido y siendo la única minivan de prestigio de la marca.
Según la marca y el nivel de equipamiento, se ofrecía con numerosas combinaciones de asientos de entre cinco y ocho plazas. Delante, podía incorporar dos asientos individuales o una banqueta de tres plazas. En el centro, existía una banqueta central de dos o tres plazas. Finalmente, podía tener una banqueta trasera de tres plazas. Las cajas de cambios disponibles eran automáticas de tres o cuatro marchas y manuales de cinco marchas.
La minivan se comercializaba con seis motores gasolina; de cuatro cilindros en línea: un 2.2 litros de 100 CV, un 2.5 litros de 98 CV (luego 102 CV), un 2.5 litros con turbocompresor de 144 CV (luego 102 CV), un 2.6 litros de origen Mitsubishi, y de seis cilindros en V: un 3.0 litros de entre 137 y 144 CV, y un 3.3 litros de 152 CV.
Modelos:
- 1984-1990 Dodge Grand Caravan
- 1984-1990 Plymouth Grand Voyager
- 1988-1990 Chrysler Voyager (Europa)
- 1990 Chrysler Town & Country

## Segunda generación, AS (1991-1995)
Desarrollado entre 1985-1989, la segunda generación fue introducido en 1990 y llamó a AS. Especificaciones de diseño fueron elegidos en 1987 y fueron evolutivo. Esta fue la última versión basada en la plataforma K, ya que la próxima generación plataforma «NS» cambia a un nuevo diseño de cabina adelantada.
Los faros delanteros del Dodge Caravan eran ligeramente más grandes que los del Voyager y el Town & Country. El Caravan tiene una parrilla delantera en forma de mira o cruz, la del Voyager es una rejilla cromada, y la del Town and Country posee franjas verticales. Aún tienen tres puertas laterales.
Los motores eran un 2.5 litros de 98 CV, un 3.0 litros de 143 CV, un 3.3 litros de 152nbsp;CV (luego 165 CV), y un 3.8 litros de 165 CV. El 2.5 litros es el único cuatro cilindros en línea, mientras que el resto son V6. Las cajas de cambios son las mismas que las de la generación anterior.
Modelos:
- 1991-1995 Chrysler Town & Country
- 1991-1995 Dodge Grand Caravan
- 1991-1995 Plymouth Grand Voyager
- 1991-1995 Chrysler Grand Voyager (Europa)
- 1993-1995 Chrysler TEVan

## Tercera generación, NS (1996-2000)
La tercera generación de la plataforma fue desarrollada a partir de principios de 1990 al 26 de diciembre de 1994. Su diseño de cabina adelantada se definió el 23 de septiembre de 1991 y fue inspirado en el concepto de 1992 Chrysler EPIC, se introdujo el 4 de enero de 1995 y fue designada NS. 
La minivan incorporó por primera vez (y estandarizó) en un vehículo del segmento una puerta corrediza del lado del conductor (la cual era opcional), simétrica a la del acompañante. Se dejó de ofrecer la caja de cambios manual y el vinilo símil madera. Dado que la marca Plymouth dejaría de existir en el año 2001, el Town and Country también estaba disponible con batalla corta. La línea 2000 del Voyager de batalla corta se vendió bajo las marcas Plymouth y Chrysler. Tracción total sólo estaba disponible en modelos SE o superior.
Otros planes para este modelo incluían que las tres minivans se ensamblaran en la planta de Windsor, la Dodge Caravan R / T, Voyager XG, y el Chrysler Pacifica. En la Caravan R / T era incluir el motor más potente jamás para una minivan, valorado en 325 caballos de fuerza (242 kW). Tenía dos tomas de aire en el capó al estilo del Dodge Viper, un panel de instrumentos de aluminio cepillado, al estilo de carreras de pedales, y en blanco y negro de caucho de suelos. La Voyager XG es más resistente, y al aire libre incluye muchas comodidades, tales como una hielera. La Chrysler Pacifica es más de lujo, asientos de cuero tenía poder y reposapiés, sobre los asientos y la iluminación, un LHS parrilla, y el techo a lo largo de luces. La claraboya función fue utilizado por Nissan en el Quest. La Pacifica realmente llegar a ser en 2004, sobre la base de la actual Caravan, salvo que se convirtió en un SUV crossover en lugar de una minivan.
Modelos:
- 2001-2003 Chrysler Voyager
- 2001-2007 Chrysler Town & Country
- 2001-2007 Dodge Grand Caravan

### GS
La plataforma de GS de Chrysler es el equivalente europeo a la plataforma norteamericana NS de Chrysler.
Modelo:
- 1996–2000 Chrysler Grand Voyager

## Cuarta generación, RS (2001-2007)
Generación IV de la plataforma se introdujo el 10 de enero de 2000 y fue llamado RS. La cuarta generación de la minivan se vendió únicamente bajo las marcas Chrysler y Dodge. Al igual que en las generaciones anteriores, los Dodge de batalla corta y larga se denominaban "Caravan" y "Grand Caravan", y el Chrysler de batalla larga se llamaba "Town and Country". Sin embargo, el Chrysler de batalla corta se llamó "Voyager" en las líneas de 2001 a 2003, y "Town and Country SWB" (abreviación de short wheelbase) en las líneas 2004 y posteriores.
Los motores gasolina eran un cuatro cilindros en línea de 2.4 litros y 152 CV, un seis cilindros en V de 3.3 litros y 174 CV, y un seis cilindros en V de 3.8 litros y 218 CV. En Europa, los tres motores turbodiesel eran un 2.5 litros de 117 CV; un 2.5 litros con inyección directa common-rail de 143 CV de potencia máxima; y un 2.8 litros con inyección directa common-rail y 150 CV.
Modelos:
- 2001–2003 Chrysler Voyager
- 2001–2007 Chrysler Town & Country
- 2001–2007 Dodge Grand Caravan

### CS

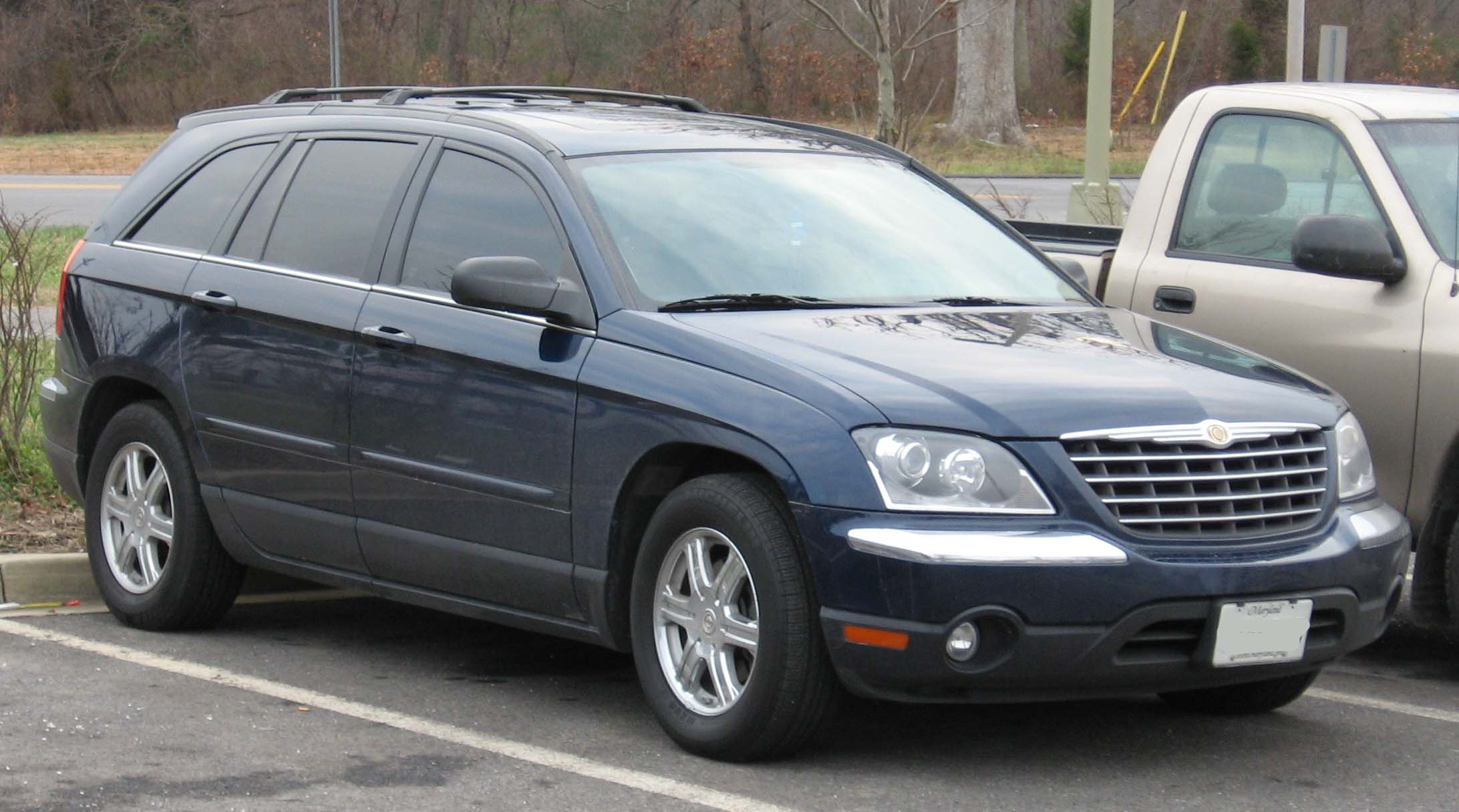
Plataforma CS, Chrysler Pacifica (2004-2006)

El CS es una variante de la plataforma RS hecho específicamente para el Chrysler Pacifica SUV crossover.
Modelos:
- 2004-2008 Chrysler Pacifica

### RG
La plataforma de RG de Chrysler es el equivalente europeo a la plataforma norteamericana RS de Chrysler.
Modelo:
- 2001-2007 Chrysler Grand Voyager

## Quinta generación, RT (2008-presente)
La quinta generación de la minivan se presentó oficialmente en el Salón del Automóvil de Detroit de 2007 como un modelo 2008, basado en la nueva plataforma de RT. Además del Town and Country y el Grand Caravan, Volkswagen como auxilio a su falta en este segmento, pidió licencia para que le desarrollaran un modelo similar aunque con sus propias características llamado Volkswagen Routan.
Se ofrece con tres motores gasolina: V6 de 3.3 litros y 177 CV,  V6 de 3.8 litros de 200 CV, y uno de  4.0 litros de 254 CV. El Diesel es uno de  cuatro cilindros en línea de 2.8 litros y 163 CV, con inyección directa common-rail y turbocompresor de geometría variable.
La Town & Country también se ofrece en 3 versiones: Chrysler Town & Country LX, Chrysler Town & Country Touring y Chrysler Town & Country Limited.
Solo en Estados Unidos se vende la minivan Chrysler Town & Country edición 25 años, la cual tine rendimientos idénticos a la versión Limited en México, pero con mayor equipamiento.
Chrysler ha lanzado una pequeña flota de su monovolumen Town and Country, con unos modelos que han sustituido su sistema gasolina por un híbrido enchufable donde el motor eléctrico predomina sobre el de combustión y también es una buena compra si tienes muchos hijos para transportar familia.

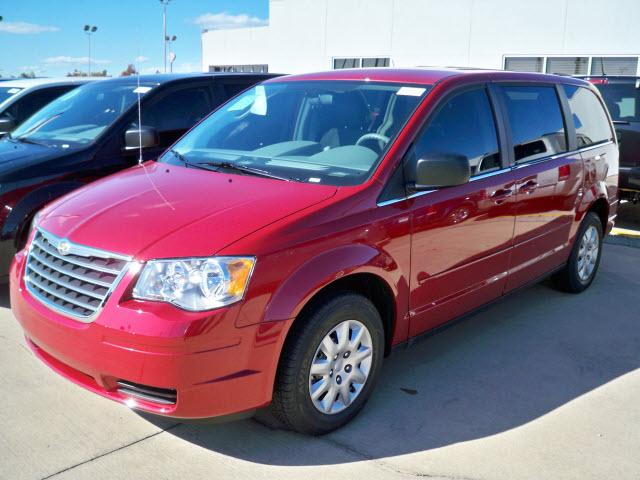
Chrysler Town & Country LX
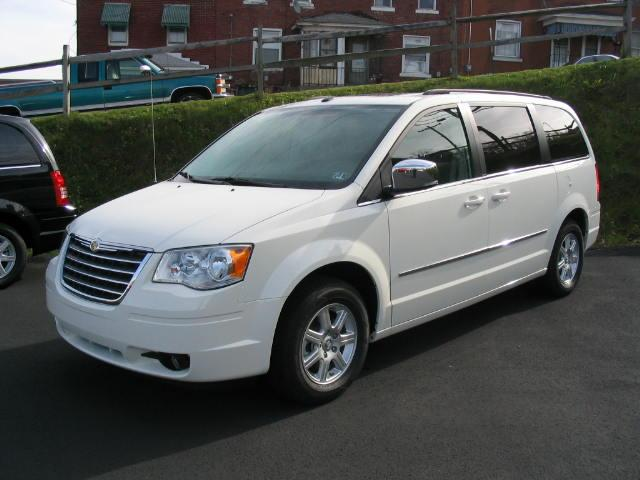
Chrysler Town & Country Touring

Modelos:

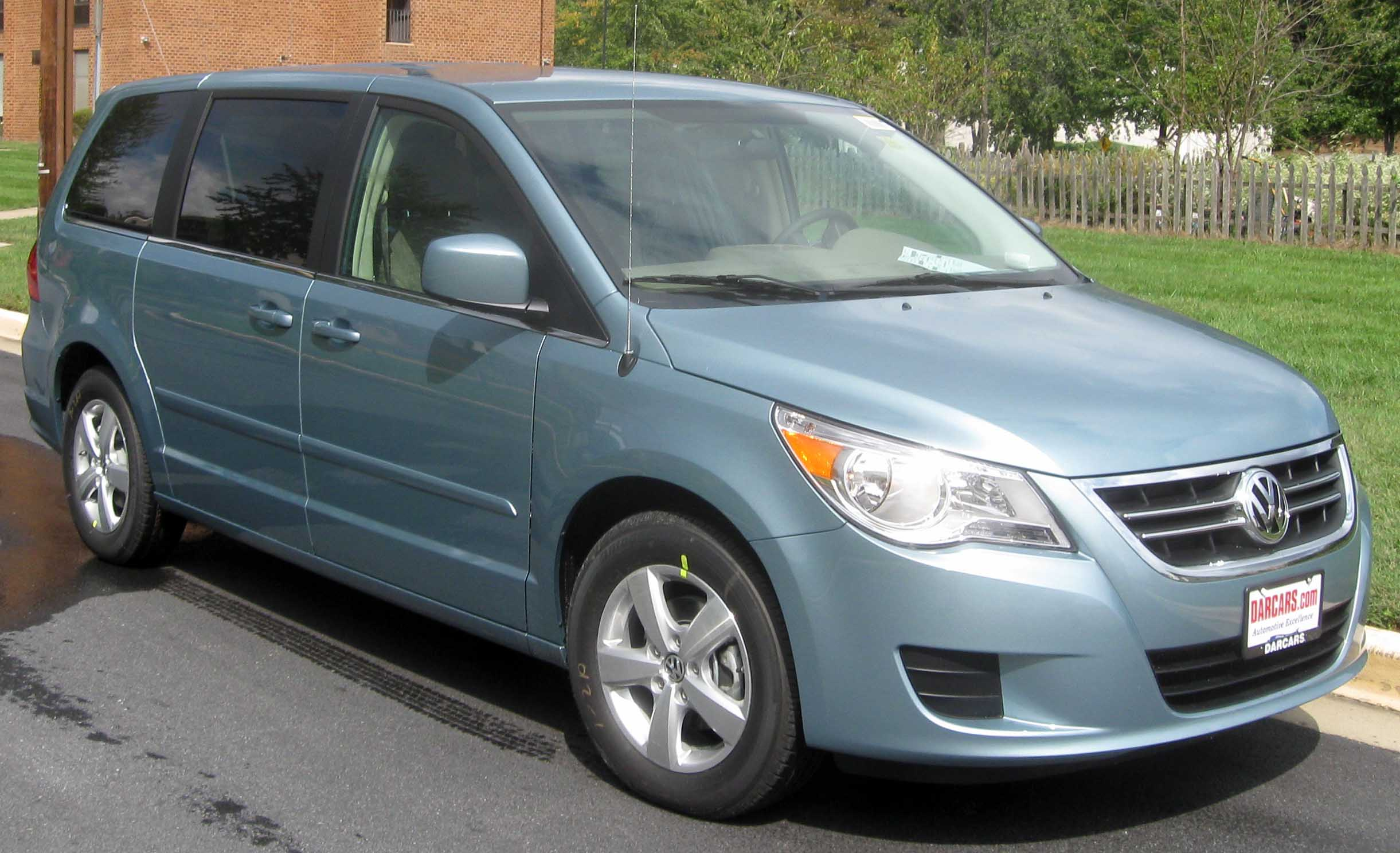
Plataforma RT, Volkswagen Routan SE (2009)

- 2008-presente Chrysler Town & Country
- 2008-presente Dodge Grand Caravan
- 2008-presente Chrysler Grand Voyager
- 2008-2014 Volkswagen Routan
- 2011-2015 Lancia Voyager
- 2012-2014 Ram C/V (reemplazado en 2015 por el Ram ProMaster City)